# Hamataliwa bufo
Hamataliwa bufo là một loài nhện trong họ Oxyopidae.
Loài này thuộc chi Hamataliwa. Hamataliwa bufo được George Stewardson Brady miêu tả năm 1970.